# Культ личности

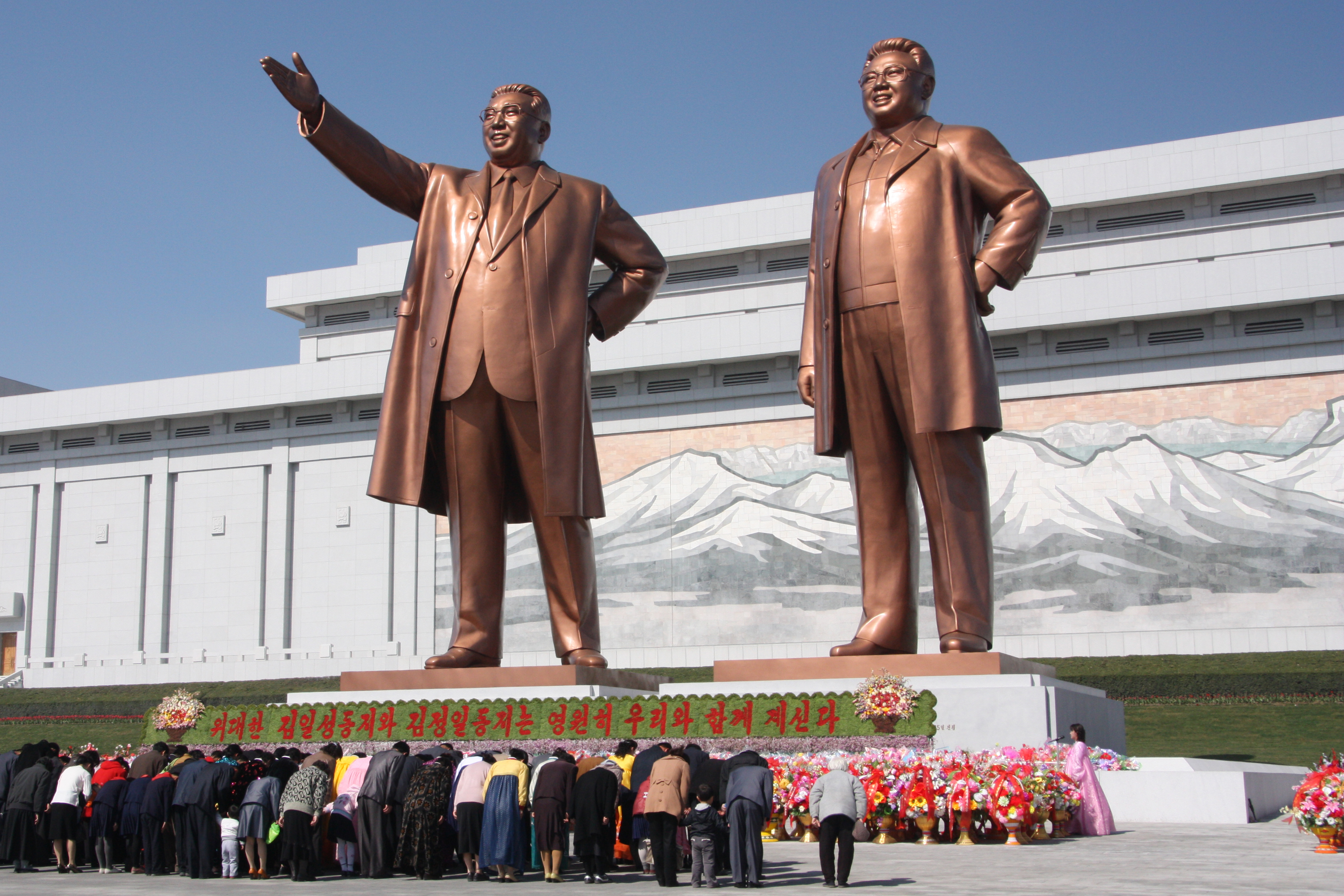
Корейская Народно-Демократическая Республика, поклонение памятникам Ким Ир Сену и Ким Чен Иру

Культ ли́чности — возвеличивание отдельной личности (как правило, государственного деятеля) средствами пропаганды в произведениях культуры, государственных документах, законах. Основа автократии.

## Исторические предпосылки и критика культа личности

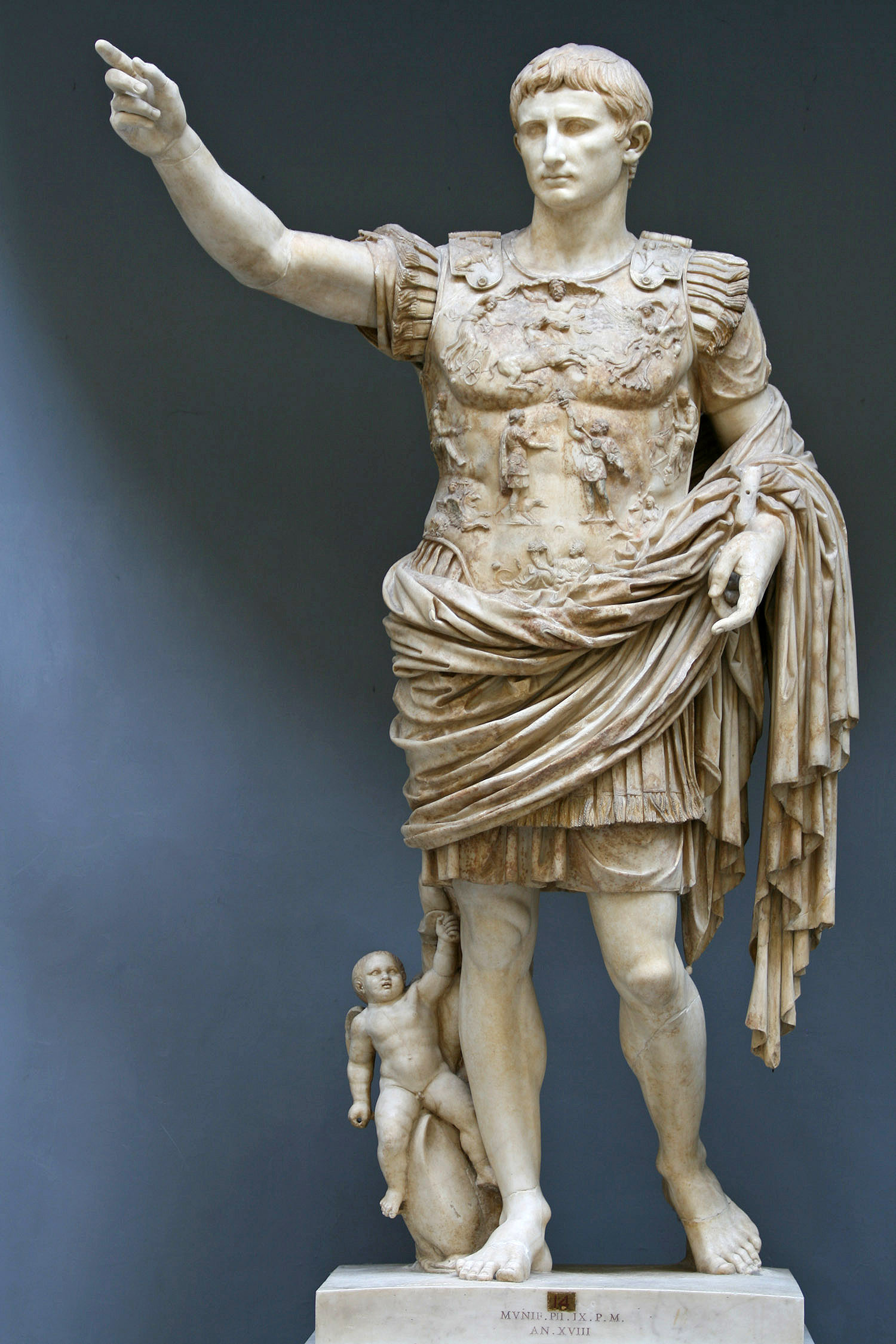
Август из Прима-Порта

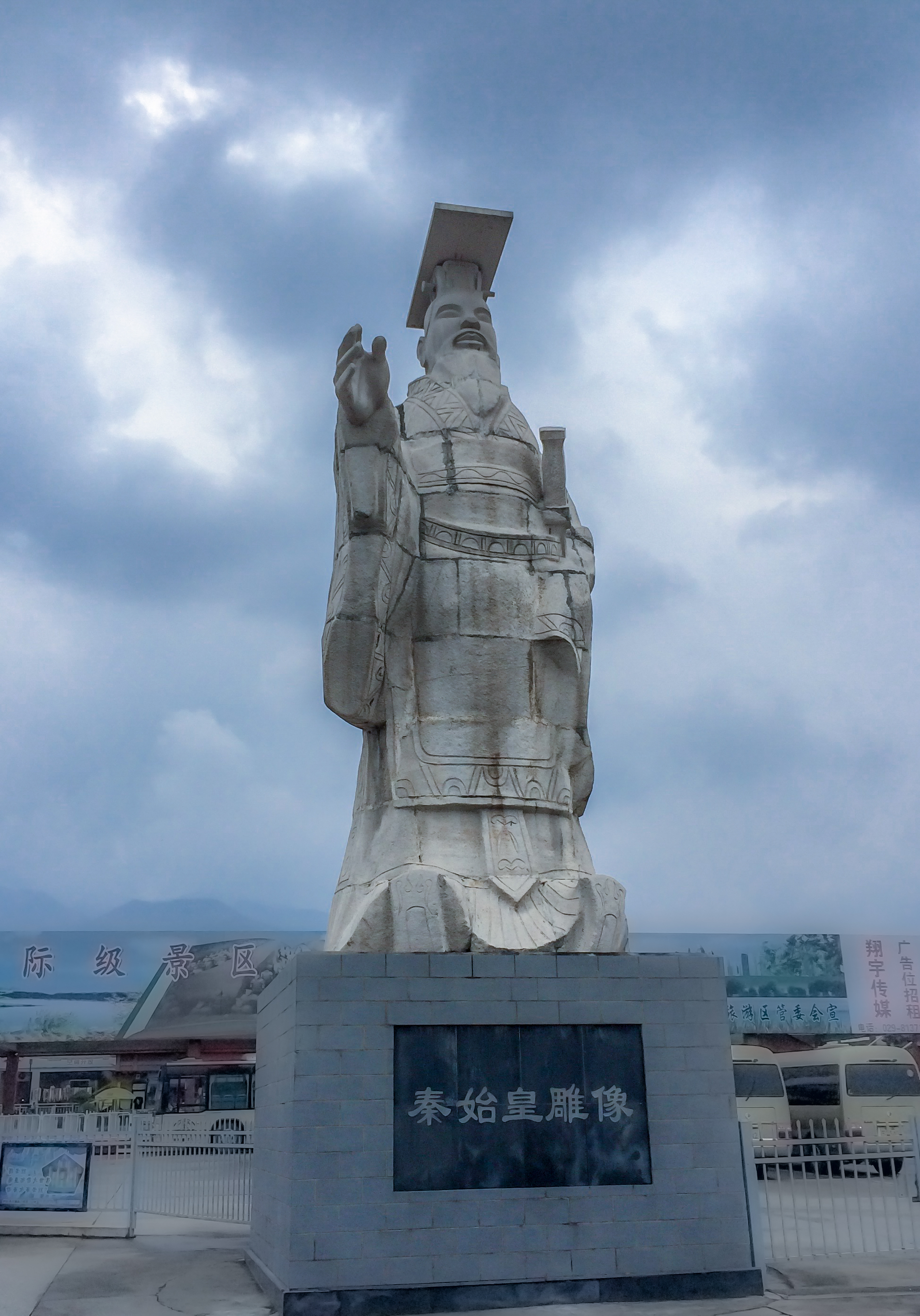
Монумент Китайскому императору Цинь Шихуанди

На протяжении истории многие государственные деятели претендовали на некие выдающиеся качества.
В абсолютных монархиях монарха практически обожествляли. Утверждалось, что он дарован Божиею милостью или сам является божеством (полубогом). Обожествление правителя особенно характерно для Китайской империи, древнего Египта и Римской империи (см. Культ императора). В китайских монархиях, однако, почитается скорее титул монарха, чем его личность, и у монарха не предполагается каких-то особо выдающихся личных свойств: он обладает властью не на основании этих предполагаемых свойств, а по праву рождения.
Совершенно иная ситуация складывается при диктатурах и авторитарных режимах харизматических лидеров-вождей, пришедших к власти в результате государственных переворотов, революций или внешнего вмешательства (марионеточные правители). Им необходимо оправдывать свою власть именно предполагаемыми выдающимися качествами. Нечто подобное современному культу личности впервые наблюдается в ранней Римской империи, когда при шаткости и смутности правовых оснований власти «цезаря» ему приписывались функции героя и спасителя Отечества, а восхваление его выдающихся личных достоинств и заслуг перед государством стало обязательным ритуалом. Это положение нашло наивысшее развитие в тоталитарных диктатурах XX века, причём диктаторы, в отличие от предыдущих эпох, имели в своих руках мощнейшие инструменты пропаганды, такие как радио, кинематограф, контроль над прессой (то есть над всей доступной подданным информацией). Наиболее впечатляющие примеры культа личности дали режимы Сталина в СССР, Гитлера в Германии, Муссолини в Италии, Мао Цзэдуна в Китае и Ким Ир Сена в Северной Корее. В период расцвета их правления эти лидеры почитались как великие вожди, не способные совершить ошибку. Повсеместно[уточнить] развешивались их портреты; художники, композиторы, писатели, поэты создавали в большом количестве[стиль] произведения, раскрывающие различные грани неповторимых личностей диктаторов. Их биографии и труды в обязательном порядке изучались в учебных заведениях и правящих партиях. В их честь прижизненно ставились многочисленные статуи и памятники, переименовывались города и назывались многочисленные объекты.
Термин «культ личности» стал широко использоваться в период борьбы с наследием сталинизма в середине 50-х годов в СССР. По отношению к буржуазным и фашистским деятелям он обычно не использовался. Хотя сейчас иногда применяется в качестве отрицательного эпитета в рамках пропагандистской риторики, направленной против личности того или иного деятеля.
Одними из первых, кто указали на недопустимость такого явления, были К. Маркс и Ф. Энгельс.
Маркс писал Вильгельму Блосу:
«…Из неприязни ко всякому культу личности я во время существования Интернационала никогда не допускал до огласки многочисленные обращения, в которых признавались мои заслуги и которыми мне надоедали из разных стран, — я даже никогда не отвечал на них, разве только изредка за них отчитывал. Первое вступление Энгельса и мое в тайное общество коммунистов произошло под тем условием, что из устава будет выброшено все, что содействует суеверному преклонению перед авторитетами (Лассаль впоследствии поступал как раз наоборот)» (Соч. К. Маркса и Ф. Энгельса, т. XXVI, изд. 1-е, стр. 487—488).
Энгельс высказывал аналогичные взгляды:
«И Маркс, и я, мы всегда были против всяких публичных демонстраций по отношению к отдельным лицам, за исключением только тех случаев, когда это имело какую-либо значительную цель; а больше всего мы были против таких демонстраций, которые при нашей жизни касались бы лично нас» (Соч. К. Маркса и Ф. Энгельса, т. XXVIII, стр. 385).
Разоблачителем культа личности конкретно Сталина был Хрущёв, выступивший в 1956 году на XX съезде КПСС с докладом «О культе личности и его последствиях», в котором он развенчал культ личности покойного Сталина. Хрущёв, в частности, сказал:
Культ личности приобрёл такие чудовищные размеры главным образом потому, что сам Сталин всячески поощрял и поддерживал возвеличивание его персоны. Об этом свидетельствуют многочисленные факты. Одним из наиболее характерных проявлений самовосхваления и отсутствия элементарной скромности у Сталина является издание его «Краткой биографии», вышедшей в свет в 1948 году.
Эта книга представляет собой выражение самой безудержной лести, образец обожествления человека, превращения его в непогрешимого мудреца, самого «великого вождя» и «непревзойденного полководца всех времен и народов». Не было уже других слов, чтобы ещё больше восхвалять роль Сталина.

Нет необходимости цитировать тошнотворно-льстивые характеристики, нагроможденные в этой книге одна на другую. Следует только подчеркнуть, что все они одобрены и отредактированы лично Сталиным, а некоторые из них собственноручно вписаны им в макет книги.

Сам Сталин показательно критиковал культ своей личности. Например, известно следующее письмо: 
ПИСЬМО В ДЕТИЗДАТ ПРИ ЦК ВЛКСМ

16.02.1938

Я решительно против издания «Рассказов о детстве Сталина».
Книжка изобилует массой фактических неверностей, искажений, преувеличений, незаслуженных восхвалений. Автора ввели в заблуждение охотники до сказок, брехуны (может быть, «добросовестные» брехуны), подхалимы. Жаль автора, но факт остается фактом.
Но это не главное. Главное состоит в том, что книжка имеет тенденцию вкоренить в сознание советских детей (и людей вообще) культ личностей, вождей, непогрешимых героев. Это опасно, вредно. Теория «героев» и «толпы» есть не большевистская, а эсеровская теория. Герои делают народ, превращают его из толпы в народ — говорят эсеры. Народ делает героев — отвечают эсерам большевики. Книжка льет воду на мельницу эсеров. Всякая такая книжка будет лить воду на мельницу эсеров, будет вредить нашему общему большевистскому делу.
Советую сжечь книжку.
И. Сталин

Современные исследователи сталинской эпохи считают, что подобные письма должны были символизировать так называемую «сталинскую скромность» — одну из сталинских идеологем, важную часть его образа, подчеркивавшуюся пропагандой. По словам немецкого историка Яна Плампера, «сложился образ Сталина, находившегося в откровенной оппозиции к своему собственному культу или в лучшем случае неохотно его терпевшего». Российская исследовательница Ольга Эдельман считает феномен «сталинской скромности» хитрым политическим ходом, позволявшим Сталину под видом нежелания «выпячивать» свою личность пресекать излишнее любопытство касательно своего прошлого, заодно оставляя себе возможность отбирать то, что он сам считал годным для печати и таким образом самому формировать свой общественный образ. К примеру, в 1931 году, когда Е. Ярославский хотел написать книгу о Сталине, Сталин написал ему: «Я против затеи насчёт моей биографии. У Максима Горького тоже имеется намерение, аналогичное с Вашим <…> Я устранился от этого дела. Я думаю, что не пришло ещё то время для биографии Сталина!!».
После разоблачения культа личности Сталина в кругах сталинистов получила популярность фраза: «Да, культ был, но ведь и личность была!», авторство которой приписывается различным историческим персонажам.

## Примеры

### Наполеон Бонапарт

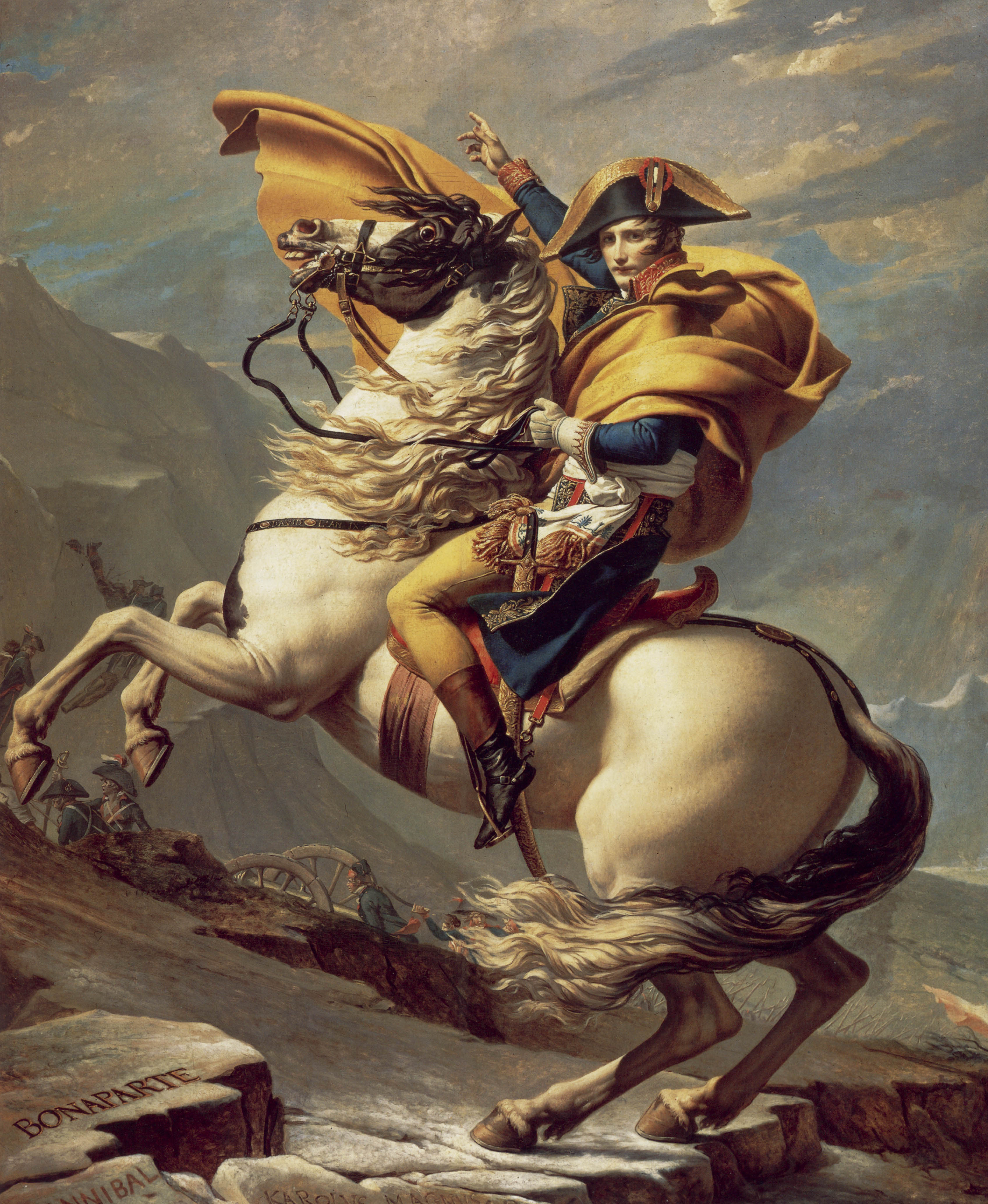
Переход Наполеона через Альпы

По мнению историка Эндрю Робертса, активная пропаганда в газетах, а также средствами живописи (на илл.), театра и нумизматики привели к созданию культа Наполеона.

### Иосиф Сталин

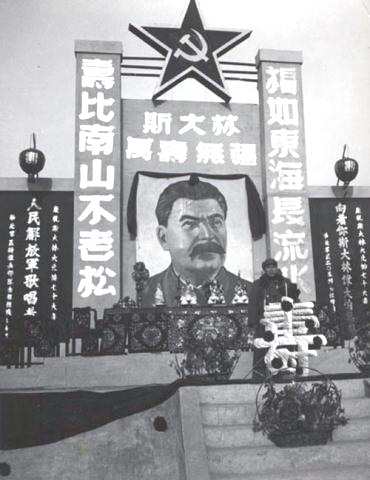
Празднование 70-летнего юбилея Сталина в КНР в 1949 г.

### Леонид Брежнев
Славословие в адрес Брежнева (или «дорогого товарища Леонида Ильича») было характерной чертой «развитого социализма». Это не было культом, но данью уважения крупному руководителю, поддерживаемому зависимой от него номенклатурой, включал в себя вручение Брежневу чрезвычайно большого количества правительственных наград (в их числе «Орден Победы», которым награждали только великих полководцев Второй мировой войны, и четыре медали «Золотая Звезда» Героя Советского Союза). В государственных органах развешивались портреты Брежнева и транспаранты с лозунгами на основе выдержек из его речей. В последние годы жизни под авторством Брежнева был опубликован ряд произведений: «Малая Земля», «Возрождение» и «Целина», которые были отмечены вручением Брежневу Ленинской премии. Вместе с тем, известно, что они были написаны в соавторстве с группой писателей. Реакция на эти явления отразилась в большом количестве анекдотов. После смерти Брежнева и других лидеров СССР их имена появились (ненадолго) в географических названиях. Так, были переименованы города Набережные Челны, Рыбинск и другие.

### Адольф Гитлер

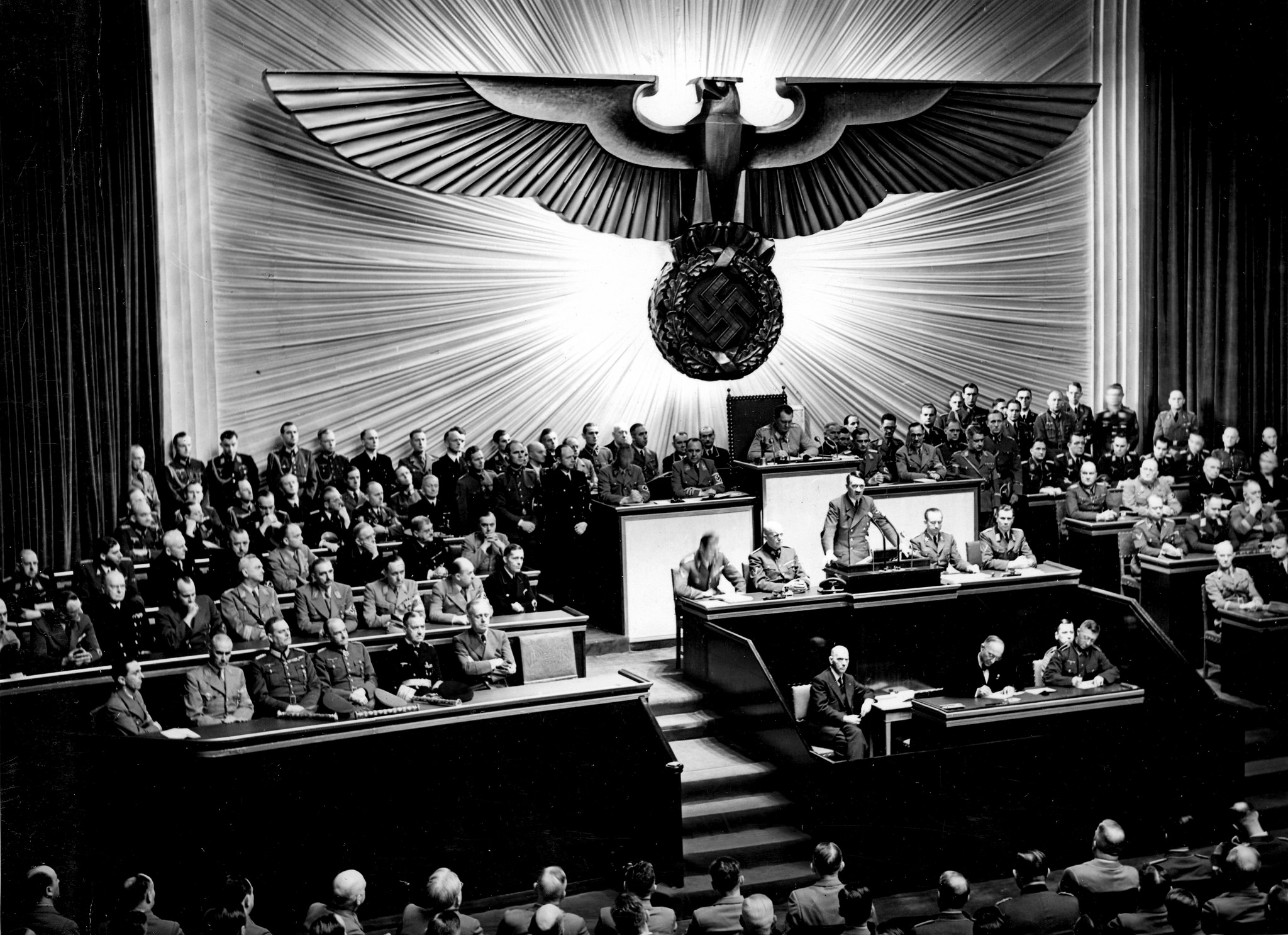
Адольф Гитлер в президиуме Рейхстага

Фюрер нацистской Германии (Großdeutsches Reich) Адольф Гитлер в нацистской пропаганде именовался множеством титулов (Верховный Судья германского народа, Первый солдат германского рейха, Первый рабочий новой Германии, Величайший полководец всех времён, Военный лидер Европы, Высший защитник святых гор и т. д.). Гитлер обычно преподносился как богоподобная личность, любящая свой народ и заботящаяся о нём, и это активно демонстрировалось в пропагандистских плакатах, где Гитлер изображался иногда обнимающий девочку или гладящий мальчика по голове и т. д. Ему были посвящены многочисленные мероприятия, литературные произведения, картины, фильмы, песни и гимны. Отдельные организации носили его имя, например, «Гитлерюгенд» или «1-я танковая дивизия СС «Лейбштандарт СС Адольф Гитлер»». В его честь были названы площади, улицы и прочие объекты, причём не только в Германии, но и в других странах Оси и на оккупированных Германией территориях. Изучение его произведения «Моя борьба» начиналось в начальных школах и заканчивалось в институтах. Официальным приветствием в силовых и гражданских службах было «Хайль Гитлер» (буквально «Да здравствует Гитлер»). Культ Гитлера распространялся также благодаря многим коллаборационистским группировкам, такими как РОА, РОНА, БКО, КОНР, УНА и др, которые преподносили его как освободителя от «советского завоевания» (наиболее остро это было выражено в Прибалтике, Украине и Молдавии).
В наши дни многие националистические и неонацистские группировки практикуют распространение трудов и листовок фюрера, а также поклоняются ему.

### Бенито Муссолини

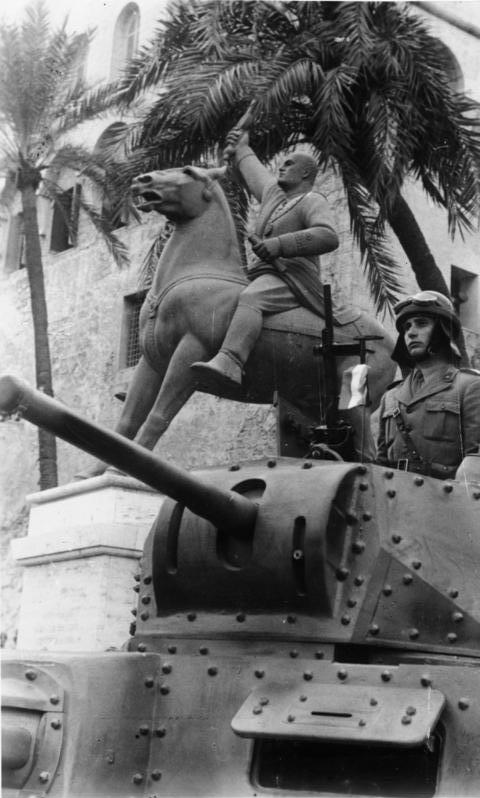
Прижизненный памятник Бенито Муссолини в Триполи

Культ Дуче фашистской Италии Бенито Муссолини был во многом силой, сплачивающей в фашистском режиме партию и различные социальные классы итальянского общества. Главным лозунгом и лейтмотивом государственной пропаганды была мысль «Муссолини всегда прав» (итал. Il Duce ha sempre ragione). Ему были посвящены бесконечные публикации в СМИ, многочисленные фильмы, песни, картины, памятники и другие произведения искусства. Он в основном изображался в духе полководца, сверхчеловека, мачо и одновременно как простой человек из народа. Дуче якобы постоянно думал о благополучии и величии итальянского народа, часто заседая в своём кабинете при свете лампочек по ночам. Рассказывались легенды, как после безуспешной попытки его убийства высшие силы дали ему бессмертную ауру и призвание богоизбранного лидера. Его миссия преподносилась как воскрешение Древнего Рима и Священной римской империи.

### Мао Цзэдун

Памятник Мао Цзэдуну в современном Китае

### Кимы
Культ личности Ким Чен Ира в Северной Корее является полурелигиозным. Власть он получил от своего отца Ким Ир Сена. Хотя согласно официальным советским данным, Ким Чен Ир родился в 1941 году в Хабаровском крае, во время пребывания Ким Ир Сена в этих местах в изгнании, корейская пропаганда утверждает, что он родился в партизанском лагере, разбитом на самой высокой вершине Северной Кореи Пэктусан, и в этот момент на небе появились двойная радуга и яркая звезда. Портреты Ким Чен Ира обязательны во всех жилых домах и служебных помещениях, газетные публикации активно цитируют его работы. Имя Ким Чен Ира должно при этом набираться специальным жирным шрифтом, а в школах обучают правильной грамматике при построении фраз, восхваляющих нынешнего и покойного вождя. Он Герой КНДР, три раза был награждён Орденом Ким Ир Сена, имеет в списке наград разнообразные ордена КНДР и зарубежных стран. Ким Чен Ир имеет звание почётного доктора наук нескольких иностранных университетов. Его труды «Об идеях чучхе», «О некоторых вопросах, возникающих при изучении философии чучхе», «О киноискусстве», «О литературе, основанной на принципе чучхе» считаются классическими. Ким Чен Ир считается замечательным композитором, причём шесть опер, авторство которых ему приписывается, были написаны за два года. Он также великий архитектор, создавший план «Башни Чучхе» в Пхеньяне. Ким Чен Ир с 2003 года прочно входит в тройку лидеров наиболее свирепых диктаторов, ежегодно составляемую американским журналом «Parade». В 2003 и 2004 годах он был лидером этого конкурса. Понятие «диктатор» при этом определяется как «глава государства, который деспотически распоряжается жизнью своих граждан и не может быть отстранён от власти законными способами». В декабре 2011 года, после его похорон, по всей стране были проведены товарищеские суды над людьми, которые не плакали вовсе или некачественно во время его похорон. Согласно северокорейским СМИ провинившиеся были приговорены к 6 месяцам каторги.

### Саддам Хусейн
Диктатор Ирака Саддам Хусейн установил свой культ личности. Во многих общественных объектах были размещены его портреты, в аэропорту помимо них было написано «С нами Аллах и президент, долой Америку», его бюсты стояли во всех госучреждениях, а во многих местах страны — памятники. Древний дворец царя Навуходоносора был перестроен и другие древние и современные объекты реставрировались и сооружались так, что на каждом десятом кирпиче было запечатлено имя или подпись диктатора. В телевещании ко времени намаза появлялась картинка мечети с обязательным фото Хусейна в уголке. Иракские СМИ представляли Саддама как главу нации, строителя школ и больниц. На многих видеокадрах можно было увидеть, как иракцы подходят к президенту и целуют его руки или его самого. В его честь были переименованы или названы главный международный аэропорт, университет, мост, плотина, стадион, центр искусств, улица, багдадский район (Саддам-сити), ракета и другие объекты. Саддам имел в личном пользовании несколько прекрасно оснащённых (в том числе даже позолоченными унитазами) дворцов. Народом ему преподносились многочисленные дары, для размещения которых был отведён отдельный дворец. Его биография и написанные им литературные труды были обязательны к изучению в школах, университетах и партии Баас, члены которой сдавали экзамены на знание.

### Хафез аль-Асад

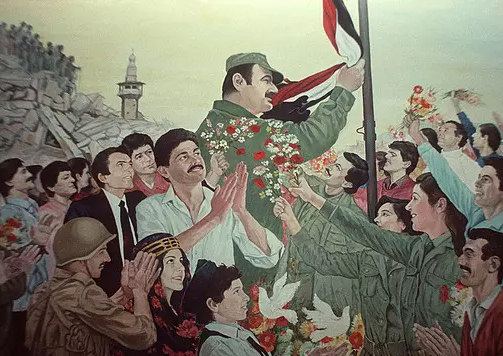
Портрет, изображающий торжественное поднятие Асадом флага над Кунейтрой 26 июня 1974 года.

Хафез аль-Асад был президентом Сирии почти 30 лет. За эти 30 лет он построил сильную военную диктатуру и огромный культ своей личности. Некоторые исследователи заявляли, что культ личности Асада был на порядок более всепроникающим и масштабным чем даже у Мао Цзэдуна и Иосипа Броз Тито (диктатора Югославии). Асад строил свой культ личности в тесном сотрудничестве с пропагандистами из других социалистических диктатур, таких как Румыния под управлением Николае Чаушеску, Северная Корея или Советский Союз. Государственная пропаганда сравнивала Асада с Гамалем Абделем Насером или Саладином, изображала его как гения, чьи мысли "выше понимания среднего гражданина", к тому же обладающего явно божественными способностями, и называла "Вечным лидером". В честь Асада был назван целый ряд географических обьектов по всей Сирии, а чиновники были вынуждены называть его «освященным» (аль-Мукаддас). В школах дети учили его цитаты и пели восхваляющие песни, его идеология (известная как Асадизм) проповедовалась через урок, названный "Политической Арабской Социологией", и в баасистских молодежных организациях, таких как Союз Революционной Молодежи. Огромные портреты, фрески и статуи диктатора Асада можно было увидеть абсолютно повсюду, даже на школьных тетрадях.
Культ личности Хафеза сохранился даже после его смерти в 2000-м году, когда власть была передана его сыну, Башару Асаду. Башар продолжил эту традицию и на многочисленных портретах стал  появляться и сам. В декабре 2024 года режима Асада пал после серии наступлений повстанцев. После падения режима проявилось явление, известное как деасадизация - массовое уничтожение любых символов эпохи правления семьи Асадов и партии Баас в целом.

### Сапармурат Ниязов

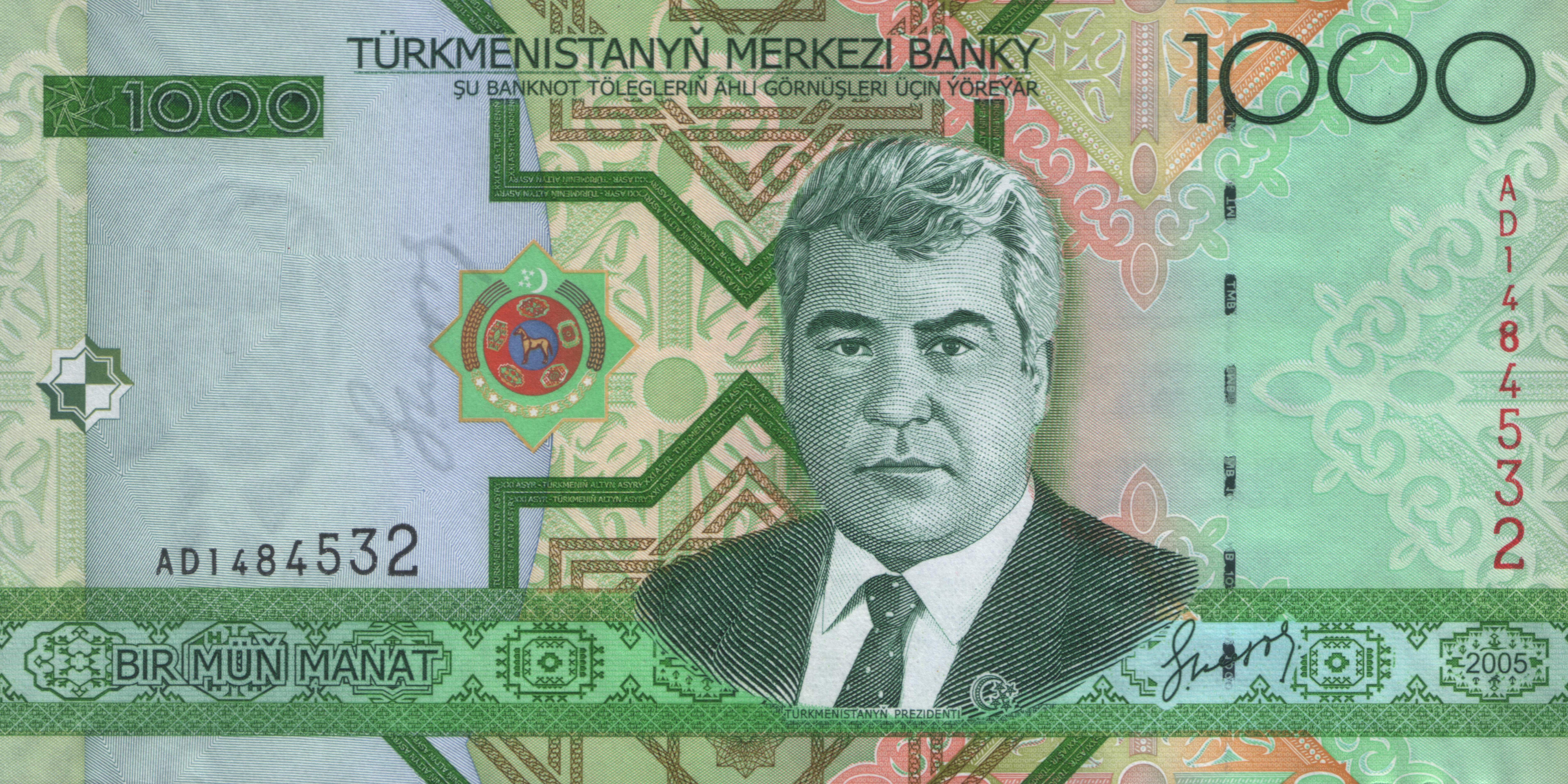
Прижизненная купюра национальной валюты Туркменистана с портретом С. Ниязова

В Туркменистане сохранилось много памятников Ниязову, многие из них покрыты золотом. Грандиозный 63-метровый монумент в Ашхабаде был увенчан позолоченной статуей Ниязова, которая постоянно вращается таким образом, чтобы лицо Ниязова было обращено к солнцу (в мае 2008 года руководством Туркмении принято решение о переносе монумента на окраину столицы). Его именем названы город Туркменбаши (бывший Красноводск), огромное количество улиц, заводов, колхозов, школ. Президент иногда призывал сдерживать чрезмерную страсть восторженных граждан к увековечиванию его имени. Впрочем, он не скрывал, что заслуги его перед туркменским народом велики. В частности, он издал законы, запрещающие зубные протезы из золота, запретил пение под фонограмму, радио в автомобилях, бороды и длинные волосы для мужчин, ввёл в обращение новый календарь (в настоящее время отменён), в котором дни недели и месяца получили новые названия, закрыл все сельские больницы, отменил пенсии пожилым, имеющим детей, явился автором идеи построения ледового дворца в пустыне и многое-многое другое. Он объявил свою книгу «Рухнама» («Духовность») священной, и обязательной к преподаванию в учебных заведениях всех уровней. Утверждалось, что каждый, прочитавший эту книгу три раза, попадёт в рай.
Ниязов отмечен множеством наград. В каждой армейской казарме была комната «Рухнамы». Подобно Брежневу, Ниязов пять раз был назван Героем Туркменистана и награждался медалью «Алтын Ай» («Золотой полумесяц»). Ниязов — академик Туркменистана, доктор политических и экономических наук. Его заслуги не обошли вниманием и ряд зарубежных академий и университетов. Ниязов награждён золотой медалью Международной академии информатизации, золотой медалью Всемирной академии медицины имени Альберта Швейцера, премией Международной академии компьютерных наук и систем, премией Шёлкового пути.

### Нурсултан Назарбаев
Многие политики, журналисты, такие, как Жасарал Куанышалин и другие, отмечают культ личности Назарбаева. Досым Сатпаев: 

В последние несколько лет со стороны многих наших чиновников, представителей элиты можно действительно наблюдать эффективную поддержку этого тренда, связанного с культом личности первого президента.— http://www.svobodanews.ru/content/article/24390782.html
Болат Рыскожа:

Казахстан давно живёт при культе личности Назарбаева, говорят оппоненты президента. Однако его сторонники, они же партийные соратники, с этим не согласны. Но есть и мнения, что в культе личности виноват сам простой народ.— http://www.zonakz.net/articles/25655
По мнению политолога Дилярам Аркин, культ личности Назарбаева начинает распространяться и за пределы Казахстана.
- День его рождения совпадает с государственным праздником День Столицы. 7 мая — день рождения его первой дочери и День Защитника Отечества[19]. Оба являются выходными днями.
- 1 декабря отмечался День Первого Президента, который также являлся государственным праздником и выходным днём[20].
- Ему поставлены памятники в Президентском парке в Алма-Ате[21], Чолпан-Ате[22] и в Анкаре[23].
- Его имя носят улицы в Иордании, Турции[24], Казани и в Чечне[25]. В Чеченской Республике назван лицей его именем[22], а также университет, школы[26] и пик[27].
- Столица Казахстана была переименована в Нур-Султан и носила это название до 2022 года.
- В его честь массово были переименованы центральные улицы городов и столицы.
- 21 июня 2017 года аэропорт Астаны переименовали в Международный аэропорт «Нурсултан Назарбаев».
- Был открыт Назарбаев Университет в городе Астане.

После массовых протестов в Казахстане Назарбаев утратил влияние в стране и культ личности начался постепенно развеиваться, так в 2022 году столице вернули прежнее название.

### Гурбангулы Бердымухамедов
В условиях закрытости страны в Туркменистане сформировался культ личности Бердымухамедова. Он носит официальный титул "Национальный Лидер туркменского народа", неофициальные титулы «Лидер нации», «Аркадаг» (покровитель) и многочисленные пышные эпитеты. Именем его отца названы воинская часть № 1001 в Ашхабаде и дворец культуры в селе Ызгант, где в 2012 году установлен прижизненный памятник. Именем деда — Бердымухаммеда Аннаева — названа средняя школа № 27 посёлка Ызгант, там же установлен его памятник. 28 июня 2015 года «по многочисленным просьбам общественности города Ашхабада» новому парку в центре города было присвоено название «Аркадаг».
Изображения и портреты президента размещены на тысячах плакатах и транспарантах, в помещениях гос. учреждений, кабин автомашин, в начале почти всех передач национального телевидения и первых полос газет. На всех мероприятиях была обязательна установка большого экрана с воспроизведением портрета Гурбангулы Бердымухамедова на фоне флага Туркменистана. В дни праздников местная пресса публикует поздравления в адрес Бердымухамедова от имени Кабинета министров, Меджлиса, других государственных органов.
К пятидесятилетию президента в 2007 году Центробанк страны отчеканил золотые и серебряные юбилейные монеты, на аверсе которых изображён его портрет. На празднование 56-летия Бердымухамедова на Авазу приехали Дженнифер Лопес, Мустафа Сандал, Нэнси Аджрам, Зийнет Сали, Филипп Киркоров, Ани Лорак, Сати Казанова и группа REFLEX. В финале праздничного концерта Дженнифер Лопес спела знаменитую песню «Happy Birthday, Mr. President», за что её раскритиковали мировые правозащитники.

### Менгисту Хайле Мариам

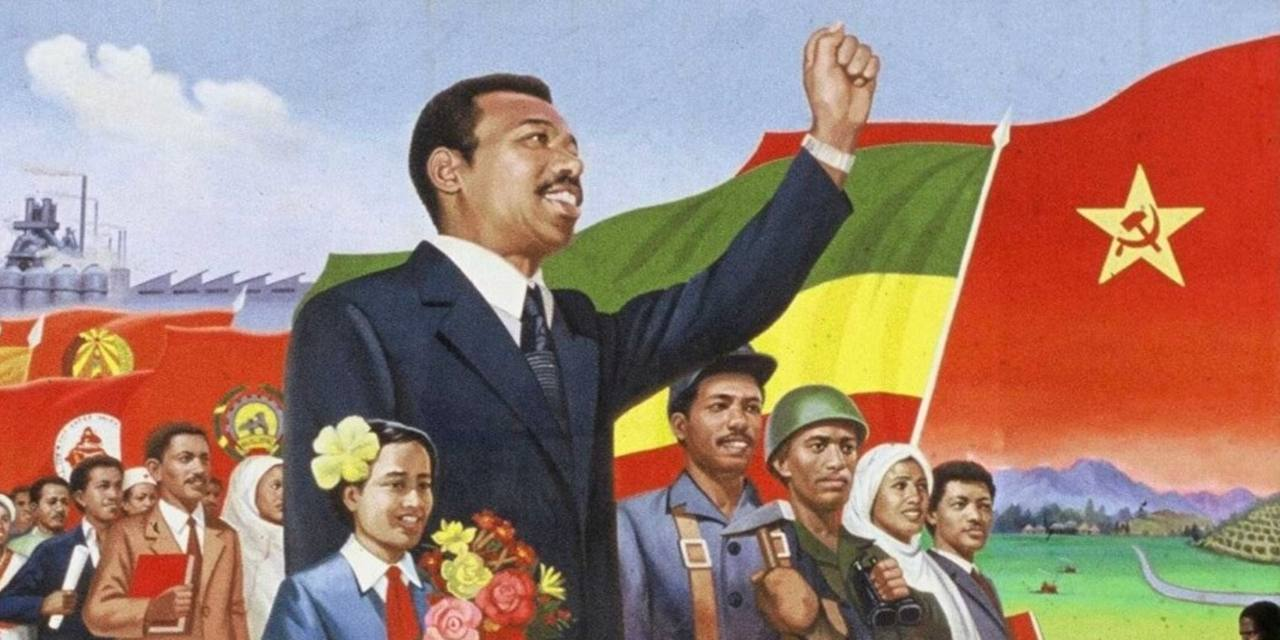
Пропагандистский портет Менгисту

Менгисту Хайле Мариам был эфиопским диктатором с 1977 по 1991 год, и он весьма быстро смог успешно централизовать в своих руках всю власть. За это время он стал ответственным за проведение жестоких репрессий, унесших жизни сотен тысяч и даже миллионов человек, а так же ужесточил тактику ведения гражданской войны против повстанцев, начавшейся немногим ранее. За его деяния его стали прозывать «Красным Негусом», «Чёрным Сталиным» и «Мясником из Эфиопии». Менгисту был яростным сторонником Сталинизма и строил вокруг себя культ личности по Сталинской модели. Он изображался как лидер, который вел Эфиопию к "светлому социалистическому будущему". Менгисту на многочисленных портретах изображался в линейке рядом с Марксом, Энгельсом и Лениным. На парадах демонстрировались портреты Менгисту, строились огромные статуи, пелись и размещались восхваляющие лозунги. Хотя это было особенно мерзкой ложью, культ личности еще и изображал Менгисту как единственного революционера в стране, который борется за права эфиопов. Менгисту сильно вдохновился культом Ким Ир Сена в Северной Корее, которая помогала ему строить свой собственный. По совпадению, чем хуже становились позиции у режима Менгисту, тем больше сам Менгисту отдалялся от экономической и политической ситуации в стране и больше углублялся в параноидальную цель расширения культа личности.

### Сиад Барре
Сиад Барре стал диктатором Сомали после захвата власти в 1969 году, будучи лидером Верховного революционного совета - военной хунты, управлявшей государством до своего роспуска в 1976 году. Барре обьявил рождение Сомалийской Демократической Республики и движение по пути идеологии, названной им "научным социализмом", которая была направлена на модернизацию экономики Сомали в соответствии с марксистскими и исламскими принципами. Помимо реформ левого толка, коммунистический режим Барре характеризовался массовыми нарушениями прав человека, постепенным увеличением тоталитаризма и обширным культом личности вокруг своей персоны в сталинистском стиле. Первые годы его правления характеризовались ростом экономики, однако со временем он закончился, и началось усиление диктаторских мер.

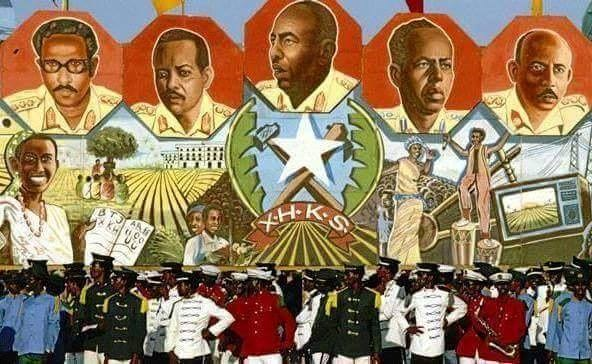
Портрет Сиада Барре в центре между другими высокопоставленными госслужащими

При построении культа личности Барре искал вдохновения у своих кумиров: Ким Ир Сена и Гамаля Абделя Насера. После переворота в 1969 году его прозвали "победоносным лидером" («Guulwaadde»), что позже стало его официальным титулом.  Наряду с портретами Карла Маркса и Ленина улицы Могадишо украшали портреты и плакаты Барре: особенно много их было во время празднований и публичных мероприятий: к примеру, во время парадов портреты Барре проносились рядом с портретами Ленина или Маркса. Лозунги, наставления и советы Барре, смешавшего коммунизм с исламом и сомалийским национализмом и продвигающего уникальный сомалийский путь к социалистической революции, были широко представлены в небольшой "сине-белой книжке Сиада Барре" (по аналогии с цитатником Мао Цзэдуна). Сомалийцы называли своего лидера «учителем» и «отцом знаний» («aabaha aqoonta»). Сам Барре называл себя просто «товарищ Сиад» («Jaalle Siyaad»). Барре всегда пытался представить себя мудрым лидером и покровителем. В конечном итоге культ личности обожествлял его до состояния "коммунистического бога".